# Панюхин, Сергей Юрьевич

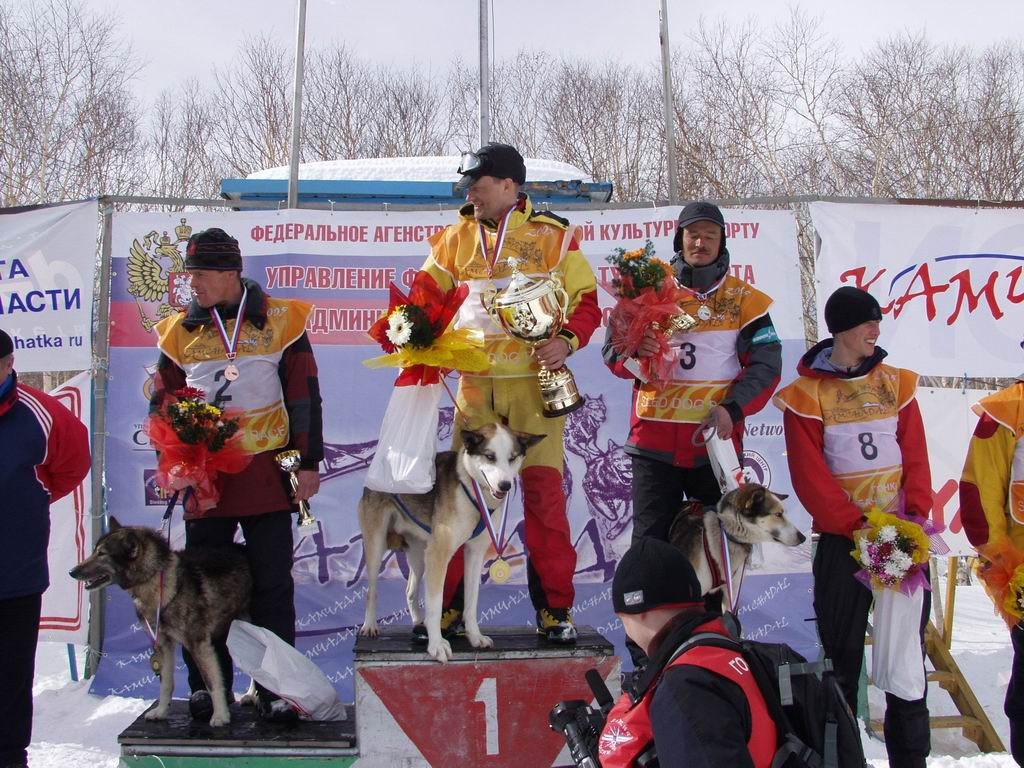
Награждение на чемпионате России по ездовому спорту (средние дистанции)

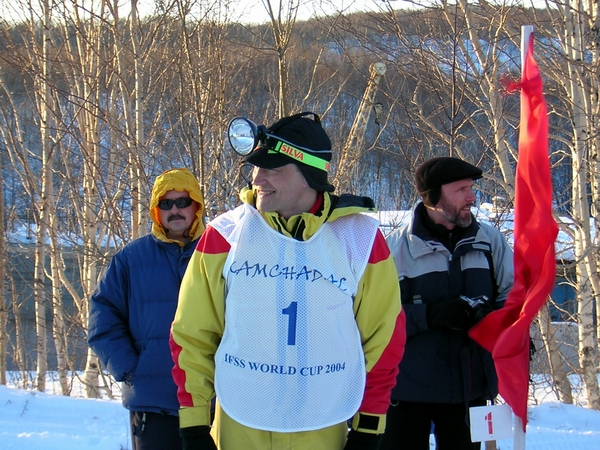
Панюхин С.Ю. организатор и участник первого российского этапа Кубка Мира по ездовому спорту "Камчадал"

Сергей Юрьевич Панюхин (род. 28 августа 1960, Нижний Тагил, Свердловская область, РСФСР, СССР) — российский спортсмен, единственный в России мастер спорта международного класса по ездовому спорту (приказ минспорта 12М от 30.09.2004), предприниматель, организатор спортивных мероприятий и туризма с ездовыми собаками, многократный чемпион России,  призёр международных соревнований, тренер по ездовому спорту высшей категории.
Краевед,  исследователь истории Второй Камчатской экспедиции.
Директор автономной некоммерческой организации "Краеведческий исследовательский центр "Землепроходцы".
Автор книг: "Тверская флотилия Великой Северной экспедиции" (2020 г. Тверь, Тверской государственный университет)., "Адвокат Беринга" ( 2025 г. Тверь: ООО "ТФП").
Член Русского географического общества.

## Биография
Закончил в 1981 году Оренбургское высшее военное авиационное краснознаменное училище летчиков им. дважды героя Советского Союза И. С. Полбина. Летчик-инженер морской авиации. Служил на Камчатке, уволился в звании капитана.
Занимался альпинизмом, опыт горных экспедиций на Кавказе, Памире, Тянь-Шане. Кандидат в мастера спорта по альпинизму. Имеет первопрохождения «в двойке» маршрутов высшей категории сложности и первовосхождение в двойке с Федором Фарберовым  (в. Ганальский Палец, по Южному ребру, 5А. Камчатка).   Горный гид.  Имеет жетон спасателя. Руководил спасательными работами в горах Камчатки и Кавказа.
В 1992 году создал первый в стране питомник спортивных ездовых собак «ИНГЛЯУ» .  Занимался восстановлением породы «камчатская ездовая».http://www.sportdog.ru/articles/inglyau/
В 1995 году первый в России принял участие в европейских соревнованиях на собачьим упряжках. (этапная гонка 700 км. «Альпирод 1995» по территории четырёх стран: Франция, Италия, Швейцария, Австрия).
В 1996 году организовал первое в стране отделение по ездовому спорту в государственной спортивной школе (Камчатская область)
В 1997 году создал общественную организацию «Камчатский центр ездового спорта», с 1997 по 2008 год был его директором.
1997, 1999, 2001 год — первый россиянин, ставший участником  чемпионатов Мира и Европы по ездовому спорту.(Швейцария, Германия , США)
2002 г. первым из россиян участвовал в дисциплине «пулка» (Чемпионат Европы, Швеция).
2005 г. единственный на сегодняшний день россиянин, стартовавший в гонке на собаках в Южном полушарии (этап Кубка Мира, Аргентина, Ушуая)
2008—2011 гг. тренер по ездовому спорту в школе олимпийского резерва г. Тверь. Первым в России получил высшую тренерскую категорию в ездовом спорте.
2010—2018 гг. председатель президиума федерации ездового спорта Тверской области.
2011—2012 гг. вице-президент федерации ездового спорта республики Карелия.
2015—2017 гг. вице-президент общероссийской общественной организации "Федерация ездового спорта России".
С 2017 г. директор некоммерческой организации "Краеведческий исследовательский центр «Землепроходцы».
2018 - 2020 гг. - руководитель историко-патриотических  проектов для школьников "Север рядом"
2021 -2022 гг. - разработчик и руководитель историко-туристической программы "Землепроходцы" в Международном детском Центре "КОМПЬЮТЕРиЯ"
2023 г. - исторический редактор книги "Экспедиция на вырост" (Москва, КнигИздат, 2023 г.)
- С. Ю. Панюхин. Тверская флотилия Великой Северной экспедиции. — Тверь: Тверской государственный университет, 2020. — 102 с. — 100 экз. — ISBN 978-5-7609-1529-0.
- С.Ю Панюхин "Адвокат Беринга" — Тверь: ООО "ТФП", 2025. — 124 с. — 100 экз.— ISBN 978-5-6053128-9-5

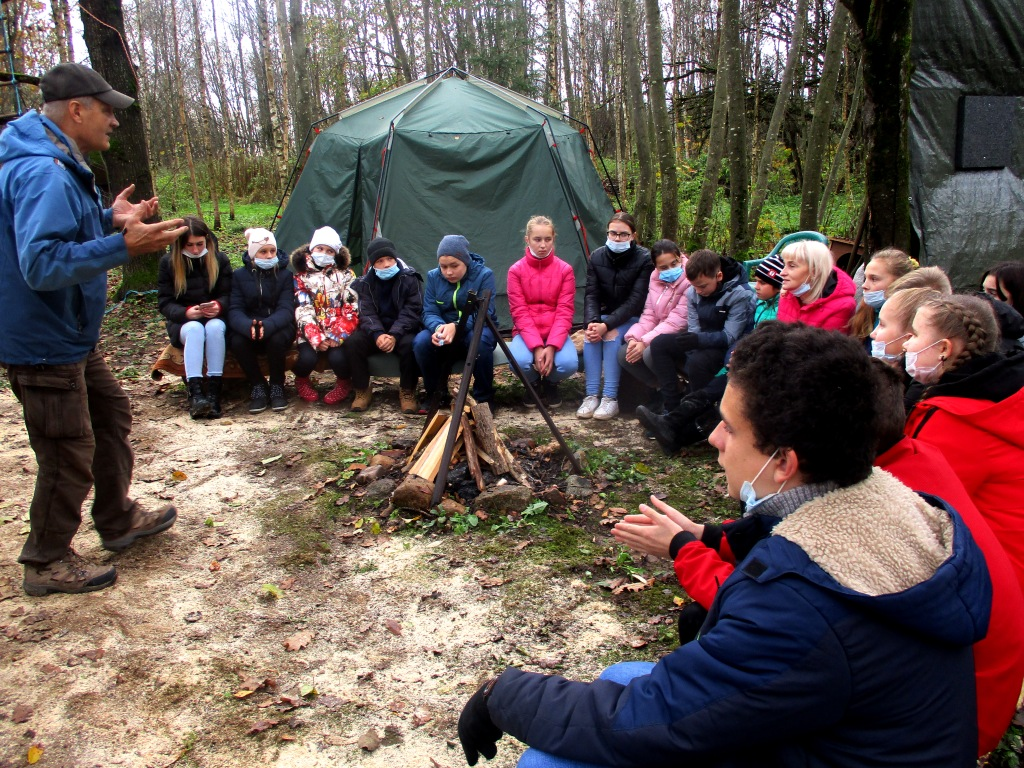
Панюхин С.Ю. проводит занятия с детьми на проекте "Север рядом". 2020 год.

## Награды
Имеет многочисленные благодарности за участие в спасательных работах, тренерскую деятельность и спортивные достижения в области спорта.
В том числе:
1989 год -   Именные часы от главкома ВМФ за руководство спасательными работами при авиакатастрофе в горах Камчатки.
2002 год — Почетная грамота Олимпийского комитета России за развитие ездового спорта
2004 год — Почетная грамота Совета народных депутатов Камчатской области.
2010 год — Лауреат премии «Тренер года» Тверская область.
2012 год — Благодарность губернатора Чукотского автономного округа за подготовку чукотского спортсмена к международным стартам.
2018 год - Грамота заместителя министра обороны РФ за вклад в развитие исторических традиций Тверского края и патриотическое воспитание граждан.
2023 год - Благодарность начальника Тверского суворовского военного училища МО РФ за вклад в военно-патриотическое воспитание суворовцев.

## Проекты
Этап Кубка Мира по гонкам на собачьих упряжках «Камчадал» (Камчатская область);
Этап Кубка Мира по ски-джорингу (Камчатская область)
Экспедиционная гонка на собачьих упряжках «Землепроходцы» (Тверская область)
Историко-патриотический проект "Север рядом" (президентский грант 2018; 2020 гг.)
Интерактивный проект «Землепроходцы. Поколения смелых». 2021
Исследовательский проект "Великая Северная экспедиция. От Твери до Тихого океана"  (2022 - 2023 гг.)